# Região Metropolitana de João Pessoa
A Região Metropolitana de João Pessoa é uma região metropolitana brasileira. Criada pela Lei Complementar Estadual 59/2003, era composta inicialmente pelos seguintes municípios: Bayeux, Cabedelo, Conde, Cruz do Espírito Santo, João Pessoa, Lucena, Rio Tinto e Santa Rita. Foi ampliada pela Lei Complementar Estadual 90/2009 que incluiu os municípios de Alhandra, Pitimbu e Caaporã e, posteriormente, pela Lei Complementar Estadual 93/2009, que incluiu o município de Pedras de Fogo. Após a criação da Região Metropolitana do Vale do Mamanguape, em 2013, foi excluído o município de Mamanguape. 

## Municípios
| Município              | Legislação  | Área (km²) | População (2022) | IDH (2010)  | PIB (2013, mil R$) | PIB per Capita (2010) R$ |
| ---------------------- | ----------- | ---------- | ---------------- | ----------- | ------------------ | ------------------------ |
| João Pessoa            | LCE 59/2003 | 210,551    | 833 932          | 0,763 alto  | 14.841.805,00      | 13.553,00                |
| Santa Rita             | LCE 59/2003 | 726,565    | 149 910          | 0,627 médio | 1.892.593,00       | 10.361,00                |
| Bayeux                 | LCE 59/2003 | 31,784     | 82 742           | 0,649 médio | 939.769,00         | 7.003,00                 |
| Cabedelo               | LCE 59/2003 | 31,265     | 66 519           | 0,748 alto  | 2.078.719,00       | 42.484,00                |
| Pedras de Fogo         | LCE 93/2009 | 401,120    | 29 662           | 0,590 baixo | 387.026.00         | 10.110,74                |
| Conde                  | LCE 59/2003 | 172,949    | 27 605           | 0,618 médio | 550.884,00         | 14.884,00                |
| Rio Tinto              | LCE 59/2003 | 466,397    | 24 581           | 0,585 baixo | 194.550,00         | 6.501,00                 |
| Caaporã                | LCE 90/2009 | 150,168    | 21 193           | 0,602 médio | 414.685,00         | 16.390,00                |
| Alhandra               | LCE 90/2009 | 182,656    | 21 730           | 0,582 baixo | 599.890,00         | 13.278,60                |
| Pitimbu                | LCE 90/2009 | 136,045    | 16 751           | 0,570 baixo | 128.954,00         | 5.543,00                 |
| Cruz do Espírito Santo | LCE 59/2003 | 195,596    | 17 095           | 0,552 baixo | 106.616,00         | 5.226,00                 |
| Lucena                 | LCE 59/2003 | 89,202     | 12 560           | 0,583 baixo | 134.669,00         | 6.722,00                 |
| Total                  |             | 2.794,298  | 1 331 885        |             | 22.270.160,00      |                          |